# أساني ندياي
أساني ندياي (بالفرنسية: Assane N'Diaye)‏ هو لاعب كرة قدم سنغالي في مركز الدفاع، ولد في 1 أغسطس 1974 في السنغال، وتوفي في 13 فبراير 2008 في داكار في السنغال. شارك مع منتخب السنغال لكرة القدم. أما مع النوادي، فقد لعب مع شاختار دونيتسك ونادي جان دارك ونادي دياراف.

## وصلات خارجية
- أساني ندياي على موقع اتحاد أوكرانيا (الإنجليزية)
- أساني ندياي على موقع قاعدة بيانات كرة القدم.إي يو (الإنجليزية)
- أساني ندياي على موقع ناشيونال فوتبول تيمز (الإنجليزية)